# Orodontidae
Die Orodontidae oder Orodontida sind eine ausgestorbene Gruppe haiartiger Knorpelfische, deren fossile Überreste in marinen Ablagerungen des oberen Paläozoikums gefunden wurden. Die Fische waren langgestreckt, hatten nur sehr kleine Flossen, ohne Flossenstacheln, eine einzelne Rückenflosse und keine Afterflosse. Ihre Zähne waren zu plattenartigen Zahnpflastern angeordnete stumpfe Quetschzähne, die langgezogene Zahnkronen mit gerippten Oberflächen besaßen.
Mit Körperlängen von bis zu vier Metern zählen die Orodontida zu den größten paläozoischen Knorpelfischen.